# Son Verdera
Son Verdera és una possessió de Santa Maria del Camí (Mallorca). El 1995 tenia una extensió de 93,42 ha.
Està situada al peu del Puig de Son Agulla, en el límit amb el terme municipal d'Alaró. Confronta amb Son Credo, Son Pinet, Son Berenguer i Cas Frares. El 1482 la possessió era de Bernat Sa Verdera. El 1495 Bernat Sa Verdera, donzell i ciutadà de Mallorca, vengué la seva alqueria al notari Bernat Amat. A partir de 1498 els seus propietaris foren sempre de llinatge Fillol (Fiol), coneguts per Fillol de Son Verdera. El 1578 Son Verdera era de l'honor Bernadí Fillol i era valorada en 5.000 lliures. Tenia cases i era dedicada als cereals i olivars. El 1722 es fa constar l'existència de tafona (que encara es conserva en bon estat), molí de sang i una guarda de deu porcs. El 1732 era propietat de l'honor Joan Fillol i tenia morers de fulla i a les cases s'hi criaven cucs de seda. Hi havia una guarda de 76 ovelles. Eren pertinences seves, dins el terme d'Alaró, les terres anomenades sa Sort i s'olivar de Son Perot Fiol. El 1817 tenia 126 quarterades i n'era propietari Joan Fillol. A la mateixa data els Fillol també posseïen la possessió veïnada de Son Credo. dins la finca hi ha el Pou de Son Verdera. En l'actualitat es dedica sobretot al cultiu d'ametlers i garrovers.